# Patrik Karlsson Lagemyr
Patrik Daniel Karlsson Lagemyr (Göteborg, 18 dicembre 1996) è un ex calciatore svedese, di ruolo centrocampista o attaccante.

## Caratteristiche tecniche
È un centravanti.

## Carriera

### Club
Cresciuto tra il settore giovanile dell'Häcken e quello dell'IFK Göteborg, ha esordito in prima squadra in biancoblù il 19 agosto 2015 in occasione del match di Coppa di Svezia vinto 6-1 contro il Kristianstads FF.
Ha iniziato ad accumulare le prime 11 presenze in campionato nel corso dell'Allsvenskan 2016, ma intorno a metà stagione si è procurato un infortunio al piede che lo ha tenuto fermo per i successivi sette mesi, fino all'inizio della stagione seguente. Nel febbraio 2017 è tornato in campo dopo 225 giorni per giocare una prima partita con la formazione Under-21 del club, ma dopo pochi minuti ha accusato un nuovo infortunio, questa volta al ginocchio sinistro, che lo ha poi costretto ad altri sei mesi di assenza oltre ai sette da cui era appena reduce. Quell'anno è riuscito così a collezionare solo 9 presenze, tutte nel finale di stagione.
Gli infortuni non lo hanno risparmiato neppure durante l'Allsvenskan 2018, quando ha dovuto saltare le prime 14 giornate a causa di una frattura da stress allo stesso ginocchio danneggiato l'anno precedente. Ha chiuso la stagione con 15 presenze, di cui 8 da titolare. In un'intervista, il giocatore ha ammesso che durante l'inverno successivo ha sofferto di depressione.
Nel 2019 ha avuto un notevole avvio di stagione, al punto tale da essere incluso, a maggio, fra i tre candidati al riconoscimento di giocatore del mese dell'intera Allsvenskan. Il 28 giugno è stata resa nota la notizia del suo rinnovo contrattuale fino al termine della stagione 2022. Il giorno seguente a questa notizia, alla ripresa del torneo dopo la pausa estiva, durante la trasferta di Östersund valida per la 13ª giornata, Karlsson Lagemyr ha riportato la rottura del legamento crociato del ginocchio destro ed è stato costretto a chiudere anzitempo la sua stagione per l'ennesimo grave infortunio.
Nell'Allsvenskan 2020 è sceso in campo in tutte le prime 26 giornate, ma il 1º novembre – durante la sconfitta contro l'Örebro – è stato vittima di un nuovo grave infortunio al ginocchio che lo ha costretto a uno stop di oltre un anno. Nell'anno 2021 non è mai sceso in campo.
Il 23 marzo 2022, il Sirius ha comunicato l'arrivo del giocatore a titolo definitivo, con un contratto valido fino al 31 dicembre 2025. Il 28 agosto di quell'anno, durante il primo tempo della trasferta valida per la ventesima giornata dell'Allsvenskan 2022 sul campo della sua ex squadra dell'IFK Göteborg, ha dovuto lasciare il campo in lacrime per l'ennesimo grave infortunio al ginocchio, che lo ha costretto ad una nuova lunga assenza.
Il 30 settembre 2023, ad oltre un anno di distanza dall'ultimo incidente, Karlsson Lagemyr ha comunicato ufficialmente di essere costretto a terminare la propria carriera professionistica all'età di 26 anni proprio a causa degli infortuni pregressi.
Nel gennaio del 2024 è stato nominato assistente di Vladimir Majdandzic alla guida della squadra Under-17 dell'Häcken.

### Nazionale
Nel 2015 ha giocato una partita con la nazionale svedese Under-19.

## Statistiche

### Presenze e reti nei club
Statistiche aggiornate al 22 ottobre 2018.
| Stagione        | Squadra         | Campionato      | Campionato | Campionato | Coppe nazionali | Coppe nazionali | Coppe nazionali | Coppe continentali | Coppe continentali | Coppe continentali | Altre coppe | Altre coppe | Altre coppe | Totale | Totale | Totale |
| Stagione        | Squadra         | Comp            | Pres       | Reti       | Comp            | Pres            | Reti            | Comp               | Pres               | Reti               | Comp        | Pres        | Reti        | Pres   | Reti   |        |
| --------------- | --------------- | --------------- | ---------- | ---------- | --------------- | --------------- | --------------- | ------------------ | ------------------ | ------------------ | ----------- | ----------- | ----------- | ------ | ------ | ------ |
| 2015            | IFK Göteborg    | A               | 0          | 0          | CS              | 2               | 0               |                    | -                  | -                  |             | -           | -           | 2      | 0      |        |
| 2016            | IFK Göteborg    | A               | 11         | 2          | CS              | 0               | 0               | UEL                | 3                  | 0                  |             | -           | -           | 14     | 2      |        |
| 2017            | IFK Göteborg    | A               | 9          | 1          | CS              | 1               | 0               |                    | -                  | -                  |             | -           | -           | 10     | 1      |        |
| 2018            | IFK Göteborg    | A               | 11         | 1          | CS              | 0               | 0               |                    | -                  | -                  |             | -           | -           | 11     | 1      |        |
| Totale carriera | Totale carriera | Totale carriera | 31         | 4          |                 | 3               | 0               |                    | 3                  | 0                  |             | -           | -           | 37     | 4      |        |

## Palmarès

### Club

#### Competizioni nazionali
- Coppa di Svezia: 1

IFK Göteborg: 2019-2020